# 1998 Тіциус
1998 Тіциус (1998 Titius) — астероїд головного поясу, відкритий 24 лютого 1938 року.
Тіссеранів параметр щодо Юпітера — 3,499.
Названий на честь Йоганна Даніеля Тіциуса (нім. Johann Daniel Titius Von Wittenberg, 1729—1796) — німецького астронома, фізика і біолога.